# 香港島專線小巴37A線
香港島專線小巴37A線是為了方便鴨脷洲居民往返鴨脷洲各區而開辦的專線小巴線，本線先經鴨脷洲西邨（37線先經利東邨）。由於南港島綫通車後路線客量偏低，於2018年1月28日起停止服務。

## 歷史
- 1998年，37A線投入服務，從37號線分拆出來。
- 約1999年，增經海怡東商場。
- 2011年11月16日，配合港鐵南港島綫（東段）工程，本線不經海怡東商場，為期一年[1]。
- 2011年11月28日：調整收費，連同37線收費由HK$3調整至$3.2。
- 2016年8月30日：恢復途經海怡東街市。[2]
- 2017年8月7日：與37線一同減至約30分鐘一班車；同時增設免費轉車服務，於利東邨登上此路線往平瀾街班次的乘客，可在車長安排下於鴨脷洲轉乘同線小巴往鴨脷洲邨及海怡半島。
- 2018年1月28日：港鐵南港島綫通車後此路線客量偏低，導致所屬路線組別出現嚴重虧蝕，故此路線於當日起永久停辦。

## 途經地點
- 鴨脷洲（平瀾街）小巴總站
- 鴨脷洲大街──鴨脷洲診所、鴨脷洲文化村
- 鴨脷洲西邨──鴨脷洲邨巴士總站
- 鴨脷洲橋道──鴨脷洲消防局

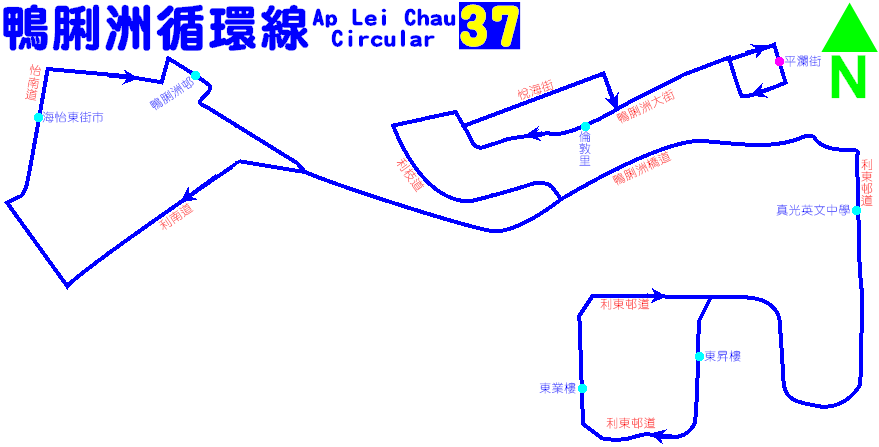
此線與37線的走線圖，本線呈反時針方向行駛

- 利東邨──真光書院、東興樓、利東邨巴士總站、利東街市、漁安苑口
- 鴨脷洲橋道──鴨脷洲大橋、利枝道口
- 鴨脷洲大街──悅海華庭、鴨脷洲市政大廈
- 鴨脷洲（平瀾街）小巴總站

## 車費
全程收費：$3.5